# Macropis tibialis
Macropis tibialis är en biart som beskrevs av Keizo Yasumatsu och Hirashima 1956. Macropis tibialis ingår i släktet lysingbin, och familjen sommarbin. Inga underarter finns listade i Catalogue of Life.